# Jiří Stach
Jiří Stach (* 26. května 1944, Praha) je český fotograf, výtvarník a ilustrátor.

## Život

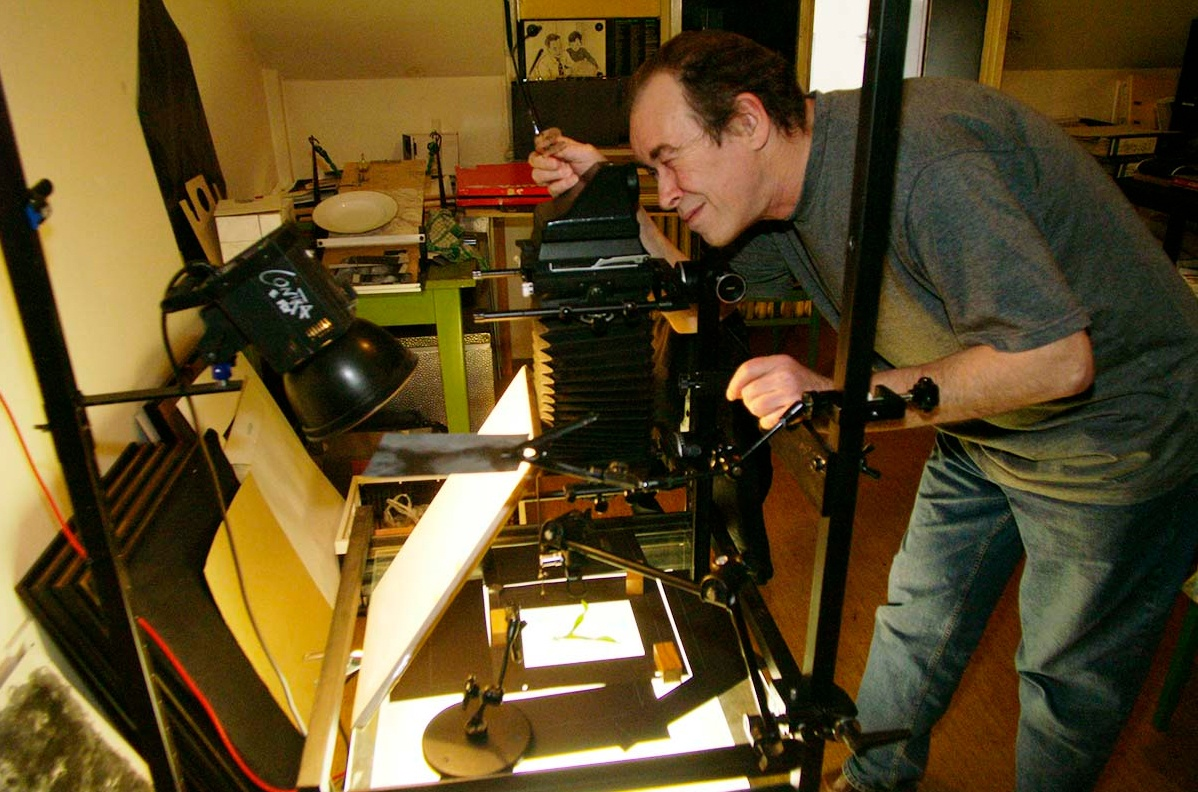
Jiří Stach při práci v ateliéru

- 1958–1962 Průmyslová škola grafická Praha
- 1963–1966 fotograf Filmového studia Barrandov
- 1966–1972 FAMU Praha u profesorů Josefa Ehma a Jána Šmoka
- 1972 až do dnešních dnů na volné noze[1]

## Výstavy
- 1969 – Prix de Clotylde Copée – Brusel
- 1987 – De Verbeelding Gallery – Amsterdam
- 1989 – Canon Gallery – Amsterdam
- 1989 – WCPP Rochester – USA
- 1990 – AD Art Gallery – Vídeň
- 1991 – Městská galerie Fürstenfeld – Rakousko
- 1992 – Vision Gallery San Francisco – USA
- 1993 – De Verbeelding Gallery – Amsterdam
- 1998 – Galerie Het Portreet – Amsterdam
- 1998 – Galerie Nový Svět – Praha
- 1998 – Palo Alto Photogallery – USA
- 1999 – Galerie PEP + No Name – Basilej
- 2001 – Galerie Ambrosiana – Brno
- 2006 – Galerie Aventinum – Praha
- 2007 – Galerie Noorderlicht – Groningen
- 2007 – Galerie PEP + No Name – Basilej
- 2014 – Galerie Ztichlá klika – Praha
- 2016 – Galerie Artkunst – Praha[1]

## Zastoupení ve sbírkách
Jeho fotografie jsou zastoupeny ve sbírkách Uměleckoprůmyslového muzea v Praze a v soukromých sbírkách.

## Publikace

### Monografie
V roce 2006 nakladatelství Galerie Nový Svět vydalo knihu fotografií a kreseb Natura Magica. V souvislosti s touto knihou a výstavou v galerii Aventinum byl Jiří Stach Asociací českých fotografů vyhlášen „Osobností české fotografie za rok 2006“.
Druhou jeho autorskou knihou je Pinhole Blues Jiřího Stacha z roku 2014.

### Ilustrátor
- Lenka Uhlířová: Velká cesta malého pána, Praha: Meander, 2008, ISBN 978-80-86283-62-3
- Ivan Wernisch: Chodit po provaze je snadné: (Ivan Wernisch mládeži), Praha: Meander, 2011, ISBN 978-80-86283-93-7
- Tomáš Zahrádka: Dědeček: (3 pohádky), Praha: Meander, 2013, ISBN 978-80-87596-21-0
- Petr Stančík: Mrkev ho vcucla pod zem, Praha: Meander, 2013, ISBN 978-80-87596-23-4
- Ivan Wernisch: Plop!: Vyvrtil Žlahvout pšunt i chlpal liquére: zdařilé verše a prózy, Praha: Meander, 2015, ISBN 978-80-87596-60-9